# 사이렌 (코덱)
사이렌(영어: Siren)은 PictureTel Corporation (폴리컴이 인수)이 개발한 특허가 있는 변형기반의 광대역 오디오 코덱이다.

## 같이 보기
- G.722.1